# 日本科学読物賞
日本科学読物賞（にほんかがくよみものしょう）は、すぐれた科学読み物に与えられた賞。1981年から1996年のあいだ、吉村証子記念会によって主催された。

## 受賞作一覧（一部）
- 第1回（1981年） - 「かがくのとも」シリーズ（福音館書店）
- 第2回（1982年） - 大竹三郎、岩波映画製作所（写真）『ふしぎないろみず』（岩波書店、ぼくのさんすう・わたしのりか）、宇尾淳子「ホルモンの不思議-アオムシがチョウになる」(蒼樹書房)
- 第3回（1983年） - 島村英紀『地震をさぐる』（国土社）、「科学のアルバム」シリーズ（あかね書房編集部）
- 第4回 1984年- 今泉吉晴「ジュニア写真動物記 2 ムササビ-小さな森のちえくらべ」（平凡社）、「文研科学の読み物」シリーズ（文研出版）
- 第5回 1985年- 高田勝「雪の日記帳」(岩崎書店)、小山重郎「よみがえれ黄金(クガニー)の島-ミカンコミバエ根絶の記録」(筑摩書房)
- 第6回（1986年） - 金井塚務『ニホンザル』（いちい書房）「新日本動物植物えほん」シリーズ（新日本出版社）
- 第7回 1987年- 黒田弘行「サバンナをつくる生きものたち」(大日本図書)「やさしい科学」シリーズ(さ・え・ら書房)
- 第8回 1988年- 川道美枝子「北国の森に生きる シマリスの冬ごし作戦」(文研出版)、清水清「植物たちの富士登山」(あかね書房)
- 第9回 1989年- 長谷川善和/薮内正幸「日本の恐竜」(福音館書店)、太田威「ブナの森は緑のダム」(あかね書房)
- 第10回 1990年- 山田真「びょうきのほん」(福音館書店)、石井象二郎「わたしの研究 イラガのマユのなぞ(わたしのノンフィクション15)」(偕成社)
- 第11回（1991年） - かこさとし『ピラミッド　その歴史と科学』（偕成社）山下文男「津波ものがたり」(童心社)
- 第12回 1992年- 高家博成「あめんぼがとんだ」(新日本出版社)、中西準子「東海道水の旅」(岩波書店)
- 第13回（1993年） - 池内了（文）、小野かおる（絵）「お父さんが話してくれた宇宙の歴史」シリーズ（全4巻、岩波書店）、長谷川政美『遺伝子が語る君たちの祖先』（あすなろ書房）
- 第14回 1993年- 松岡達英『ジャングル』（岩波書店）、原聖樹/青山潤三「チョウが消えた!?」(あかね書房)
- 第15回 1994年- 高田勝/叶内拓哉「落としたのはだれ?」(福音館書店),羽田節子「キャプテン・クックの動物たち すばらしいオセアニアの生きもの」(大日本図書)